# Deer Lodge, Montana
Deer Lodge je grad u američkoj saveznoj državi Montani, u okrugu Powell. Nalazi se 100 km od glavnoga grada Montene Helene. Grad je najpoznatiji po saveznome zatvoru koji je pokretač razvoja zajednice.

## Demografija
Po popisu stanovništva iz 2000. godine u grad je živjelo 3.421 stanovnika 	
u 1.442 kućanstva s 911 obitelji s prebivalištem u gradu, dok je prosječna gustoća naseljenosti 914 stan./km2.
Prema rasnoj podjeli u naselju živi najviše bijelaca 95,67%, afroamerikanaca ima 0,03, indijanaca 1,02%, a azijaca i ostalih 0,61%.

## Poznate osobe
- Phil Jackson umirovljeni američki profesionalni košarkaš i trener.

## Vanjske poveznice
- Grant-Kohrs Ranč